# 인천영종초등학교 금산분교
인천영종초등학교 금산분교는 대한민국 인천광역시 중구 운북동에 있는 (인천영종초등학교) 분교 공립 초등학교이다.

## 학교 연혁
- 1946년 9월 1일 영종국민학교 운북분교 설치
- 1953년 4월 13일 금산국민학교 개교
- 1994년 3월 1일 인천영종국민학교 금산분교장으로 격하
- 1996년 3월 1일 인천영종초등학교 금산분교장으로 개칭
- 2012년 6월 18일 전교생 오케스트라 창단식
- 2016년 12월 9일 통학로 구축공사 실시
- 2016년 12월 16일 울타리 공사(펜스 설치)

## 참고 자료
- 인천영종초등학교금산분교장 - 한국교육학술정보원 학교알리미